# Trichopteryx (djur)
Trichopteryx är ett släkte av fjärilar som beskrevs av Jacob Hübner 1825. Trichopteryx ingår i familjen mätare.

## Bildgalleri

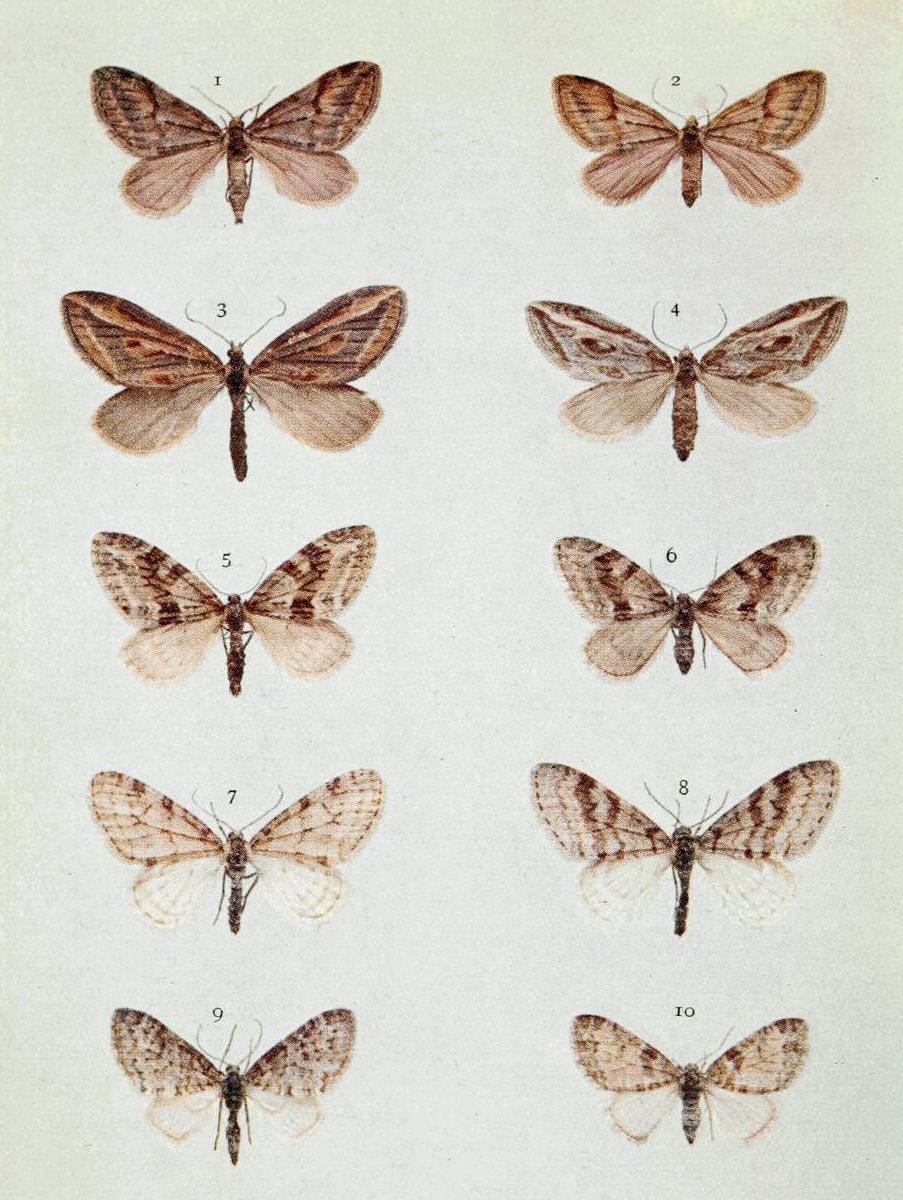
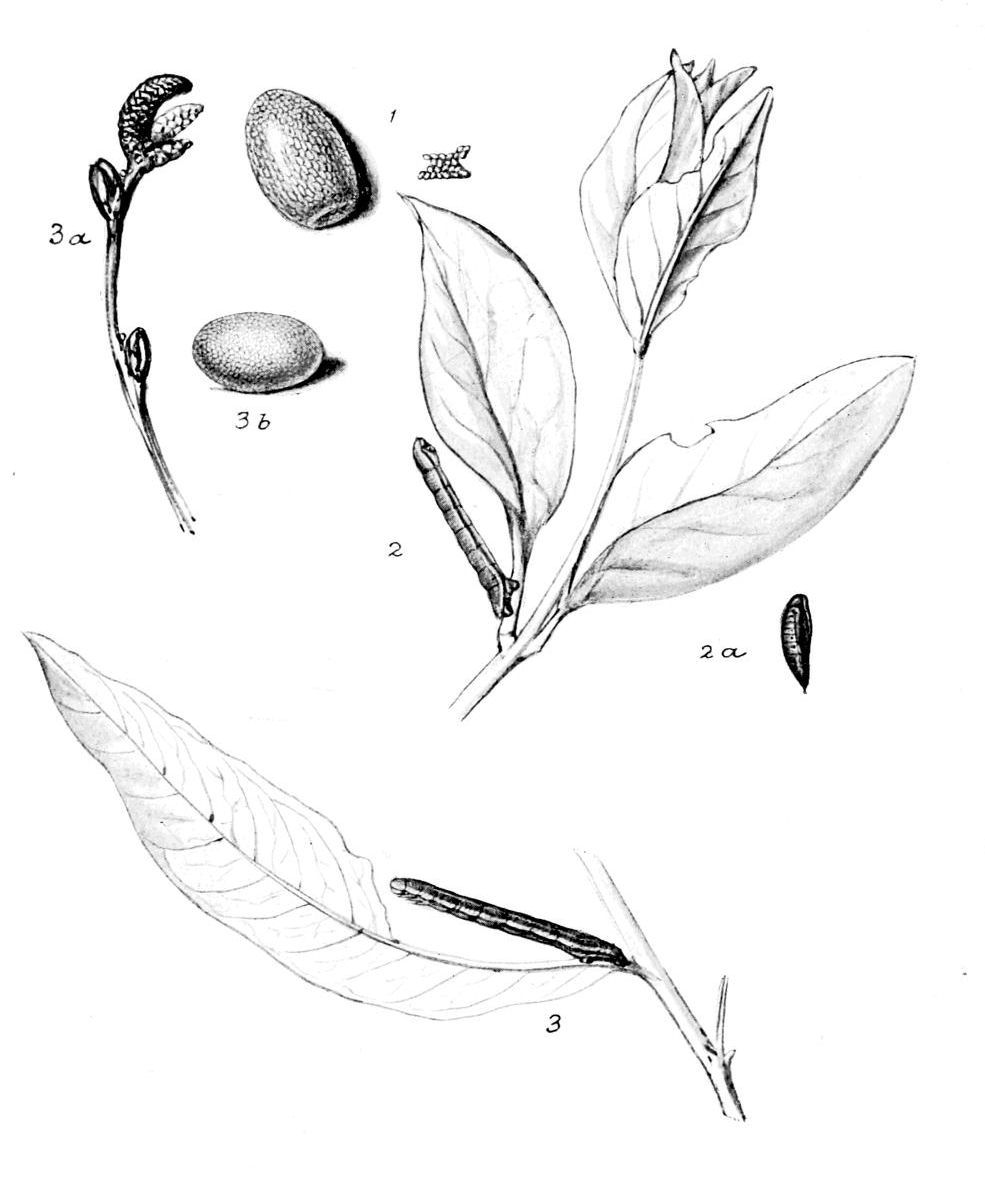
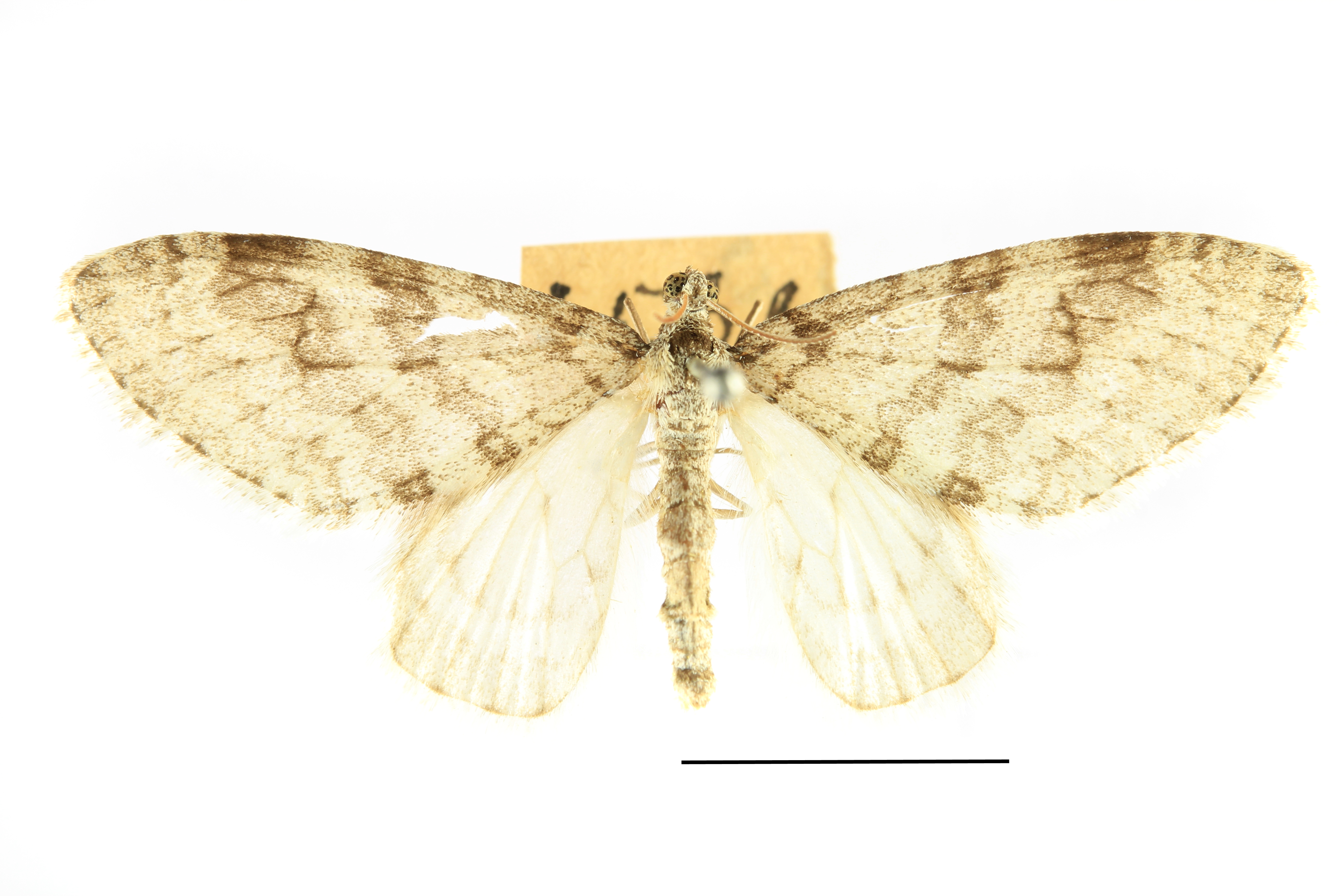
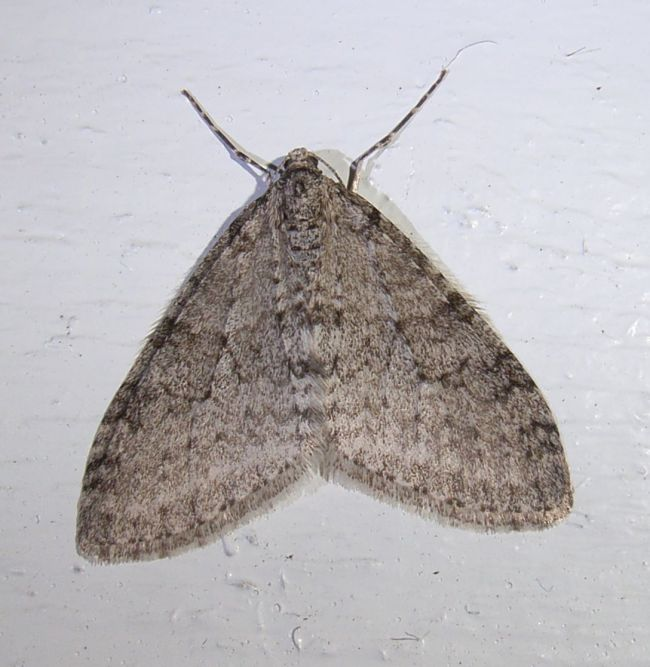
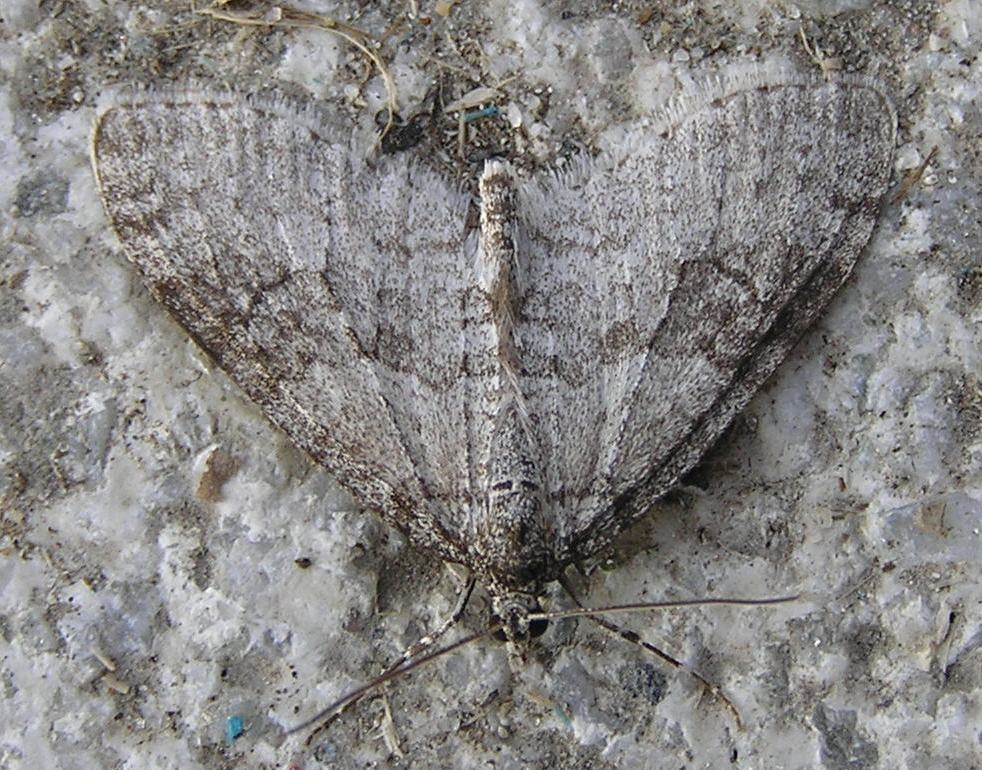
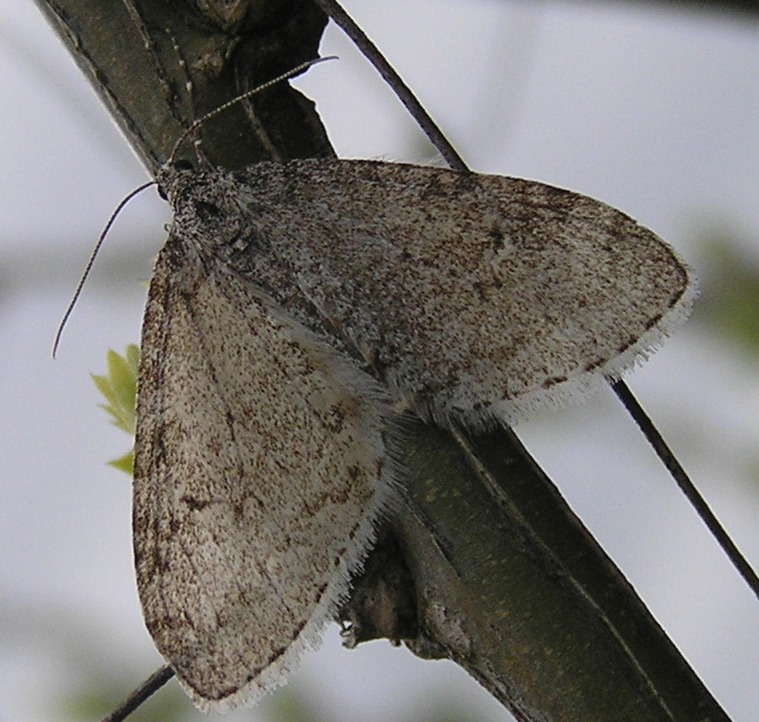

## Dottertaxa tillTrichopteryx, i alfabetisk ordning[1][2]
- Trichopteryx albinea
- Trichopteryx anna
- Trichopteryx approximata
- Trichopteryx caliginosa
- Trichopteryx carpinata
- Trichopteryx coartata
- Trichopteryx costaestrigata
- Trichopteryx cotangens
- Trichopteryx dentistrigata
- Trichopteryx divisa
- Trichopteryx exportata
- Trichopteryx fasciata
- Trichopteryx fastuosa
- Trichopteryx februalis
- Trichopteryx germinata
- Trichopteryx grisea
- Trichopteryx grisearia
- Trichopteryx hemana
- Trichopteryx hyemata
- Trichopteryx ignorata
- Trichopteryx incerta
- Trichopteryx inouei
- Trichopteryx insontata
- Trichopteryx lobulata
- Trichopteryx margaritata
- Trichopteryx microloba
- Trichopteryx misera
- Trichopteryx nagaii
- Trichopteryx nigra
- Trichopteryx obscura
- Trichopteryx obscurata
- Trichopteryx pallida
- Trichopteryx polycommata
- Trichopteryx prospicua
- Trichopteryx rivularia
- Trichopteryx rupestrata
- Trichopteryx signata
- Trichopteryx solata
- Trichopteryx tangens
- Trichopteryx terranea
- Trichopteryx unifasciata
- Trichopteryx uniformata
- Trichopteryx veritata